# Joan Torra i Bitlloch
Joan Torra i Bitlloch (Manresa, Bages, 7 de març de 1954), és un prevere català de la diòcesi de Vic.
Es va ordenar com a diaca el 21 de desembre de 1980, a la parròquia de Crist Rei de Manresa. Posteriorment, va ser ordenat prevere en aquesta diòcesi el dia 25 d'abril de 1982, a la parròquia de Santa Maria de Moià. També va arribar a ser vicari episcopal de la diòcesi de Vic. Entre el 2019 i el 9 de maig de 2024 fou degà de la Facultat de Teologia de Catalunya, en substitució de l''anterior, Joan Planellas i Barnosell, que el 4 de maig de 2019 va ser nomenat arquebisbe de Tarragona. El 10 de maig de 2024 fou nomenat rector de l'Ateneu Universitari Sant Pacià.
Es va llicenciar en Teologia, especialitat de Teologia Sistemàtica, l'any 1987 a la Facultat de Teologia de Catalunya (FTC). Posteriorment, es va traslladar a Roma a continuar els estudis, on es va diplomar l'any 1990 en Teologia i Ciències Patrístiques a l'Institutum Patristicum Augustinianum, centre adscrit a la Pontificia Universitat Lateranense de la capital italiana. Finalment, el 2017 va obtenir el títol de doctorat en Teologia Dogmàtica a la Facultat de Teologia de Catalunya, amb la tesi doctoral «La sacramentalitat de la Pasqua en les cartes 54 i 55 de sant Agustí».
Des del curs 1999-2000, Torra és també professor de Patrologia a la FTC i de Patrologia, Litúrgia i Sagraments a l'Institut Superior de Ciències Religioses de Vic. Precisament, d'aquest últim Institut en va ser director entre 2004 i 2008. Des del 2007 és membre del Centre de Pastoral Litúrgica, formant-ne part del seu consell i també com a director de la col·lecció Dossiers CPL.